# كو ليبونغ
كو ليبونغ (เกาะลิบง) هي واحدة من 550 جزيرة في بحر أندامان. تقع قبالة سواحل تايلاند، وهي جزء من منطقة فرعية تحمل نفس الاسم في مقاطعة كانتانغ، محافظة ترانغ، والتي تضم أيضًا العديد من الجزر الأخرى في أرخبيل ليبونغ وقسم صغير من الساحل بالقرب من كانتانغ.